# Sint-Pantaleonkerk (Keulen)
De Sint-Pantaleonkerk is een van de twaalf romaanse basilieken in Keulen. De oudste delen van de vroegromaanse kerk stammen uit de 10e eeuw, waarmee het de oudste, nog bestaande kerk van Keulen is. De voormalige benedictijner kloosterkerk is gewijd aan de heilige Pantaleon en aan Cosmas en Damianus. In de kerk liggen keizerin Theophanu en aartsbisschop Bruno de Grote begraven. Paus Benedictus XVI bezocht de kerk in 2005.

## Geschiedenis

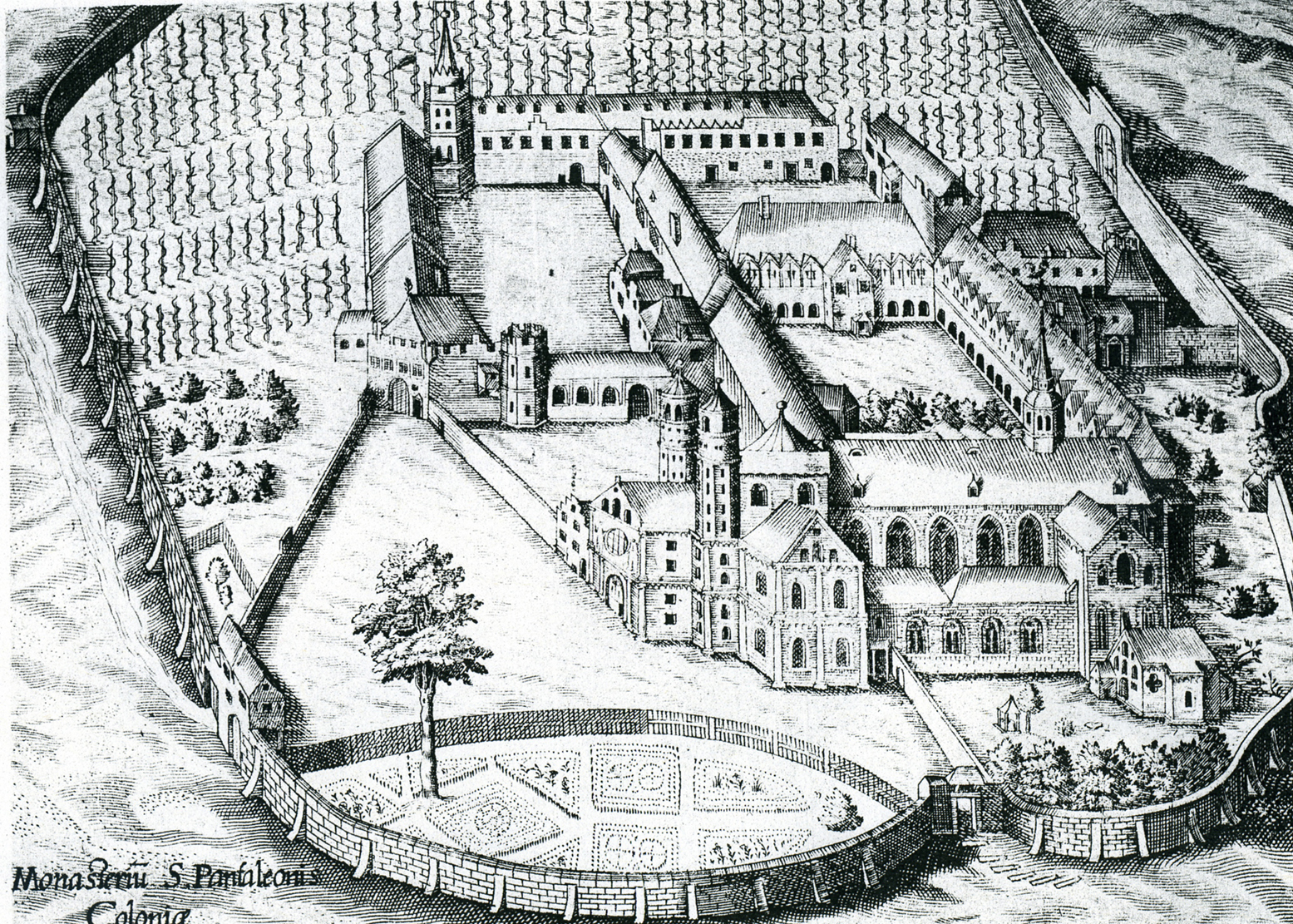
De abdij rond 1625

De kerk staat op een heuvel waar in de Romeinse tijd een villa stond, waarvan nog enkele overblijfselen in de crypte van de kerk te zien zijn. De villa werd later vervangen door een kerk en in 955 vestigde aartsbisschop Bruno (broer van keizer Otto I de Grote) hier een benedictijnse abdij, waar Bruno na zijn dood ook begraven werd. In 966 begon de bouw van een nieuwe kerkgebouw, dat in 980 gewijd werd.
Het is de oudste kerk van de Sint-Pantaleoncultus ten westen van Byzantium. Keizerin Theophanu, een Byzantijnse prinses die in 972 met keizer Otto II huwde, liet een nieuwe voorgevel aanbrengen en werd op haar verzoek begraven in de kerk.
Begin 16e eeuw werd het interieur verrijkt met een laatgotisch doksaal, waarop later het orgel werd geplaatst.
Vanaf 1618 werd de kerk in verschillende bouwfases omgebouwd tot barokstijl. Na de bezetting van Keulen door Franse revolutionaire troepen in 1794 werd het klooster opgeheven. De kerk deed dienst als paardenstal en, nadat Keulen in 1815 deel van Pruisen werd, als protestantse garnizoenskerk. Op het dak werd een optische telegraaf geplaatst om snelle berichtuitwisseling tussen Keulen en Berlijn mogelijk te maken.
In 1890-92 werd de kerk gerestaureerd, waarbij het westwerk zijn huidige Ottoonse uiterlijk (terug)kreeg.
In 1922 werd de kerk, via een uitwisseling met de Kartuizerkerk, weer katholiek. In de Tweede Wereldoorlog werden het dak, delen van de buitenmuren en een groot deel van het interieur verwoest. Na de oorlog werd de kerk gerestaureerd, waarbij in de periode 1955-1962 ook archeologisch onderzoek plaatsvond. Rond 1956/1957 werden nieuwe klokken geplaatst en in 1963 werd een nieuw orgel geïnstalleerd.
Paus Benedictus XVI bezocht de kerk op 19 augustus 2005, tijdens de Wereldjongerendagen, en sprak met een groep seminariestudenten. Op10 augustus 2006 zegende kardinaal Joachim Meisner een nieuwe kapel in de kerk, gewijd aan de heilige Josemaría Escrivá, stichter van Opus Dei.

## Sarcofagen en reliekschrijnen
In de Sint-Pantaleonkerk bevinden zich de sarcofagen van keizerin Theophanu en aartsbisschop Bruno de Grote, beide uit de 10e eeuw.
De kerk bezit een reliekschrijn uit 1170, dat de overblijfselen van de heilige Maurinus van Keulen zou bevatten. In de kerk bevindt zich tevens het schrijn van de heilige Albanus van Engeland uit 1186. Volgens sommige bronnen bevonden de relieken van deze heilige zich al sinds de 10e eeuw in de Sint-Pantaleonkerk. Volgens een andere theorie zijn de overblijfselen van Albanus in de kerk terechtgekomen na de ontbinding van de kloosters in Engeland in de 16e eeuw. In 2002 werd een sleutelbeen, een van de relikwieën van Albanus in het schrijn, overgebracht naar de Kathedraal van Sint-Albanus in de Engelse plaats St Albans en daar in het schrijn van deze heilige geplaatst.

## Galerij

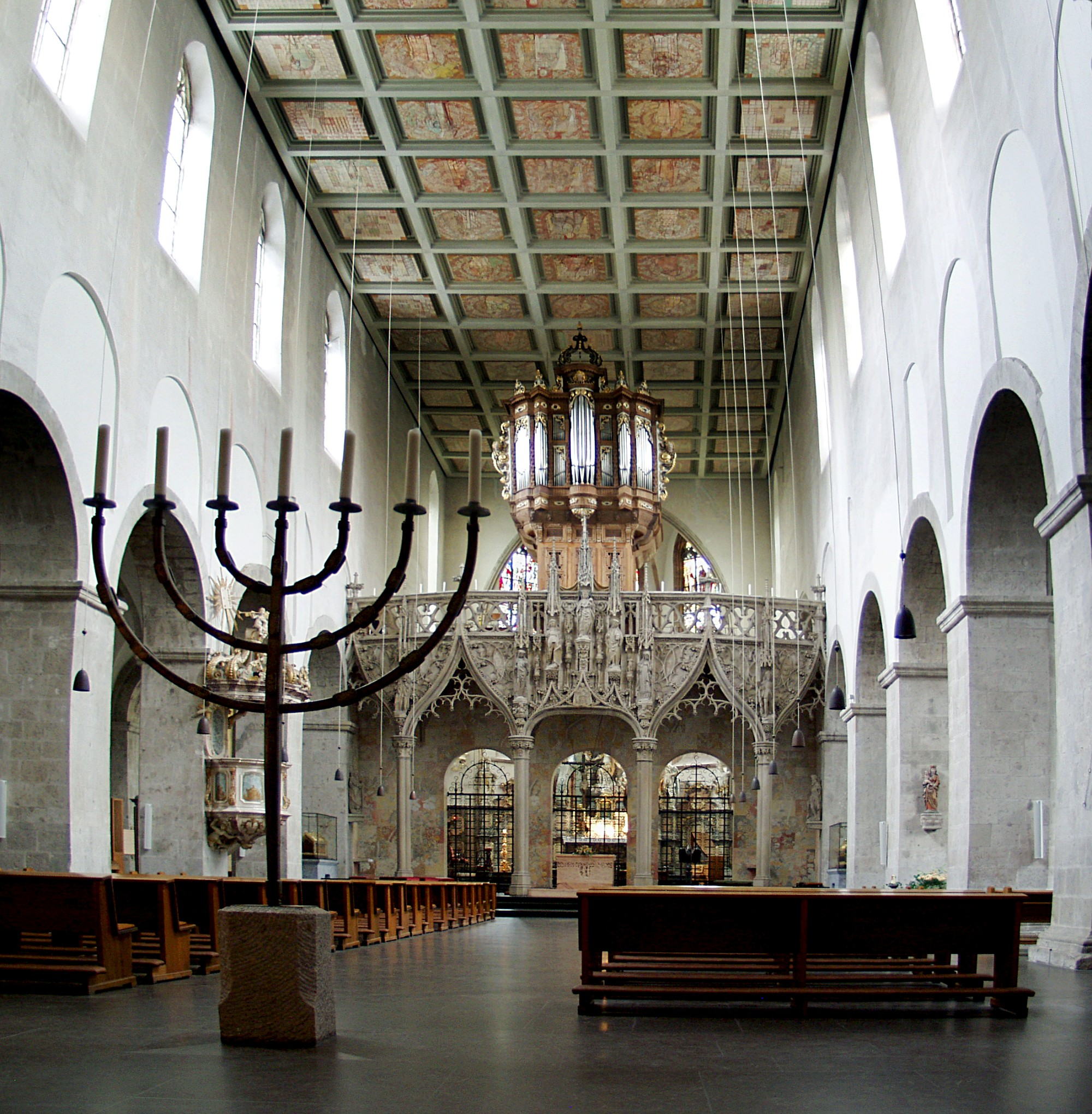
Kerkinterieur
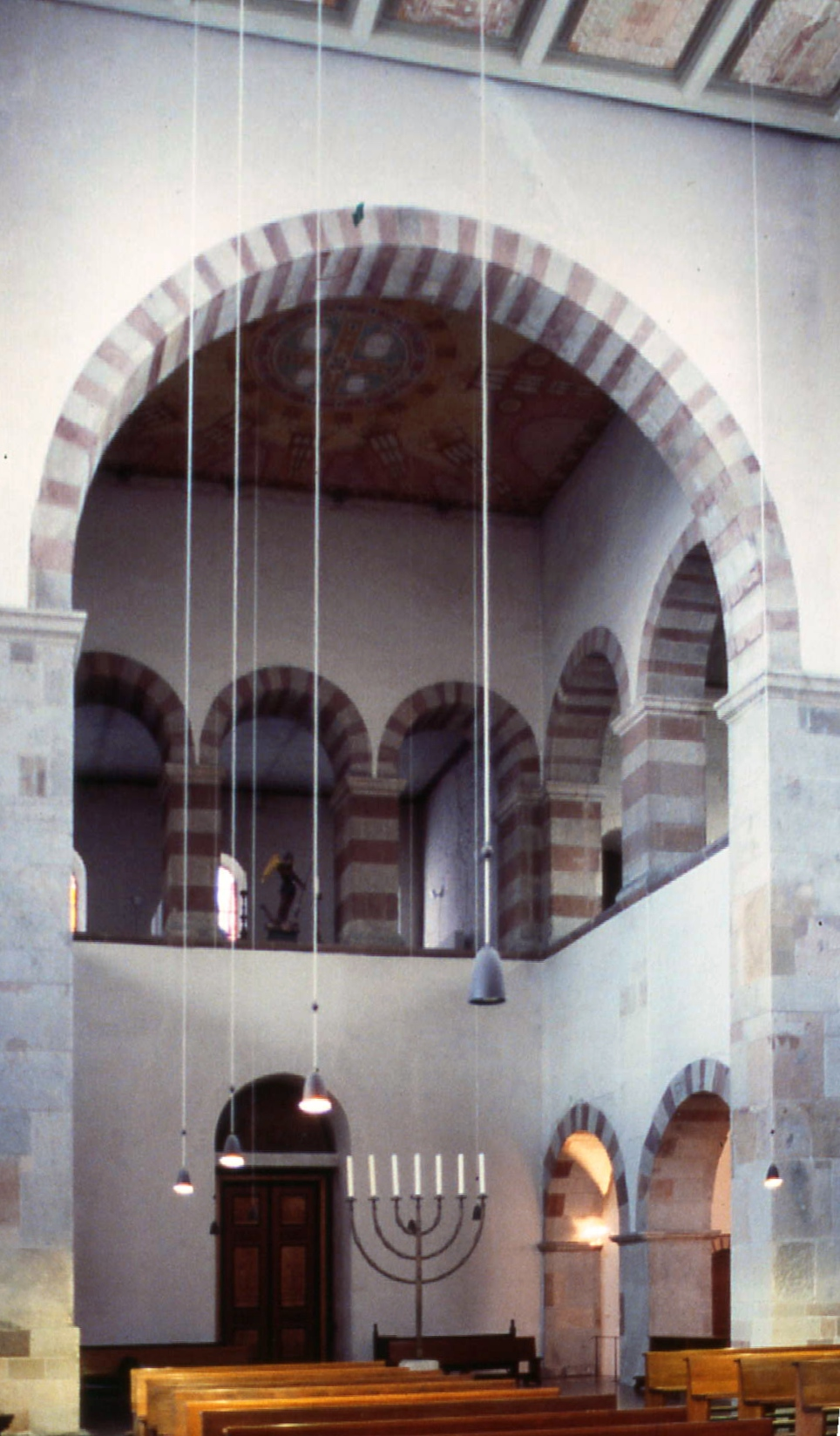
Westwerk
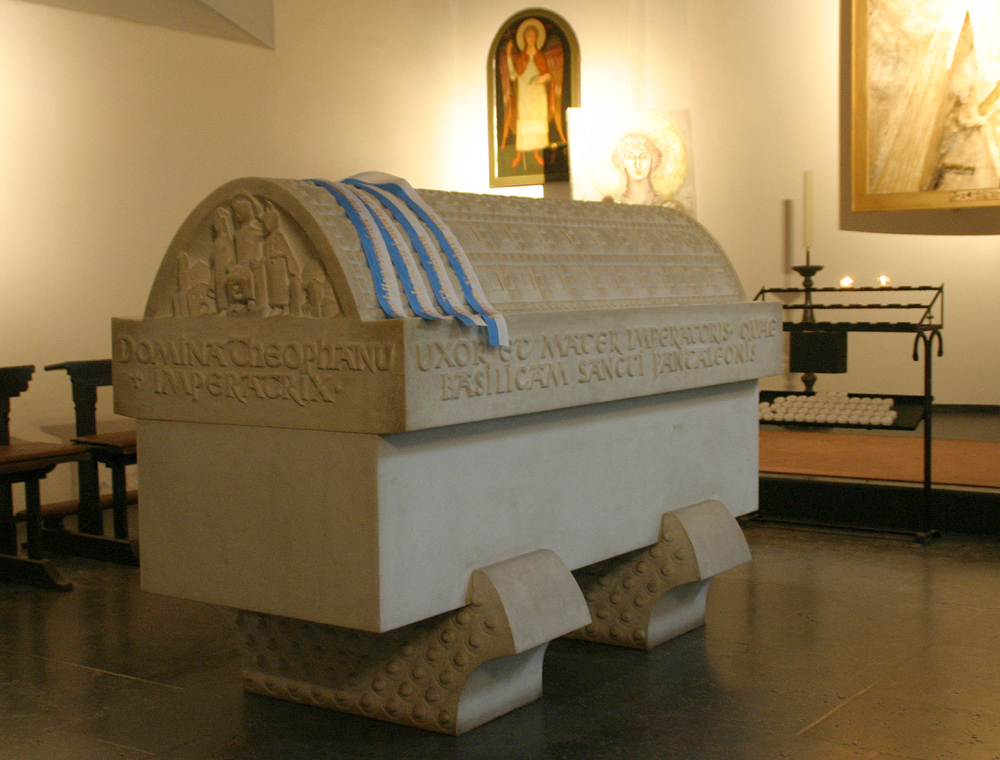
Sarcofaag van keizerin Theophanu
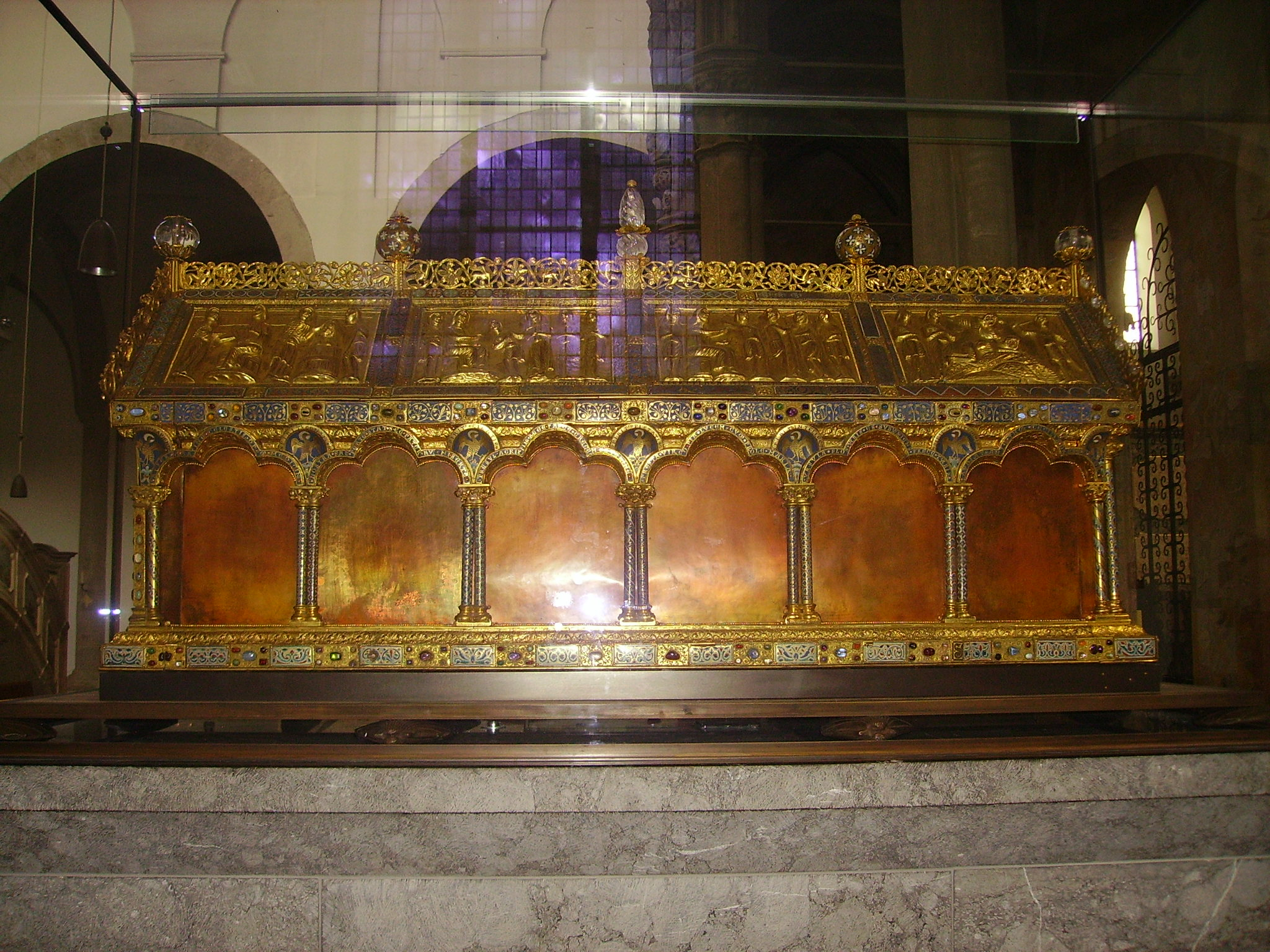
Sint-Albanusschrijn